# Euphorbia chimaera
Euphorbia chimaera là một loài thực vật có hoa trong họ Đại kích. Loài này được Lipsky mô tả khoa học đầu tiên năm 1899.